# Bulwar Stanisława Kulczyńskiego we Wrocławiu

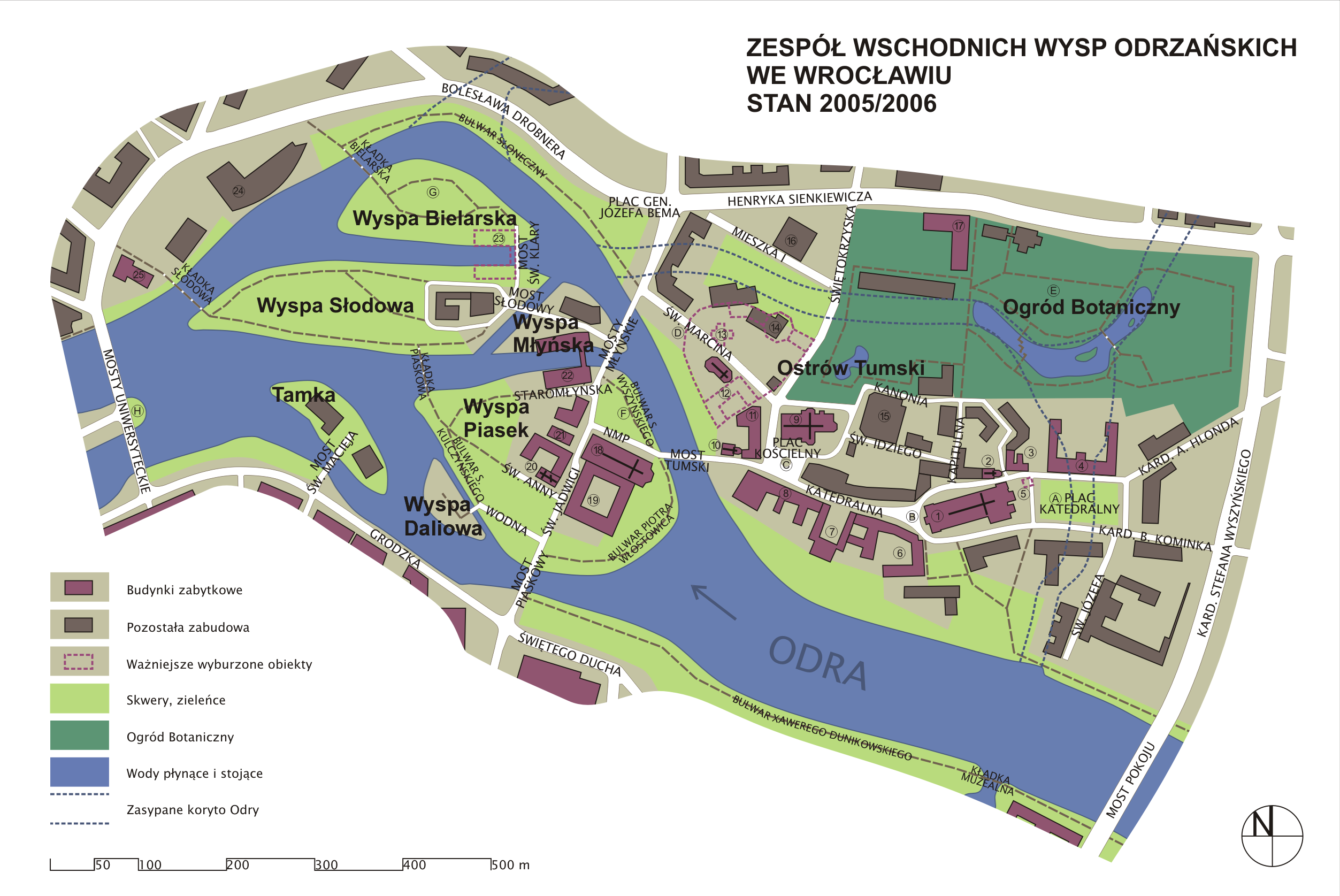
Śródmiejski Węzeł Wodny górny

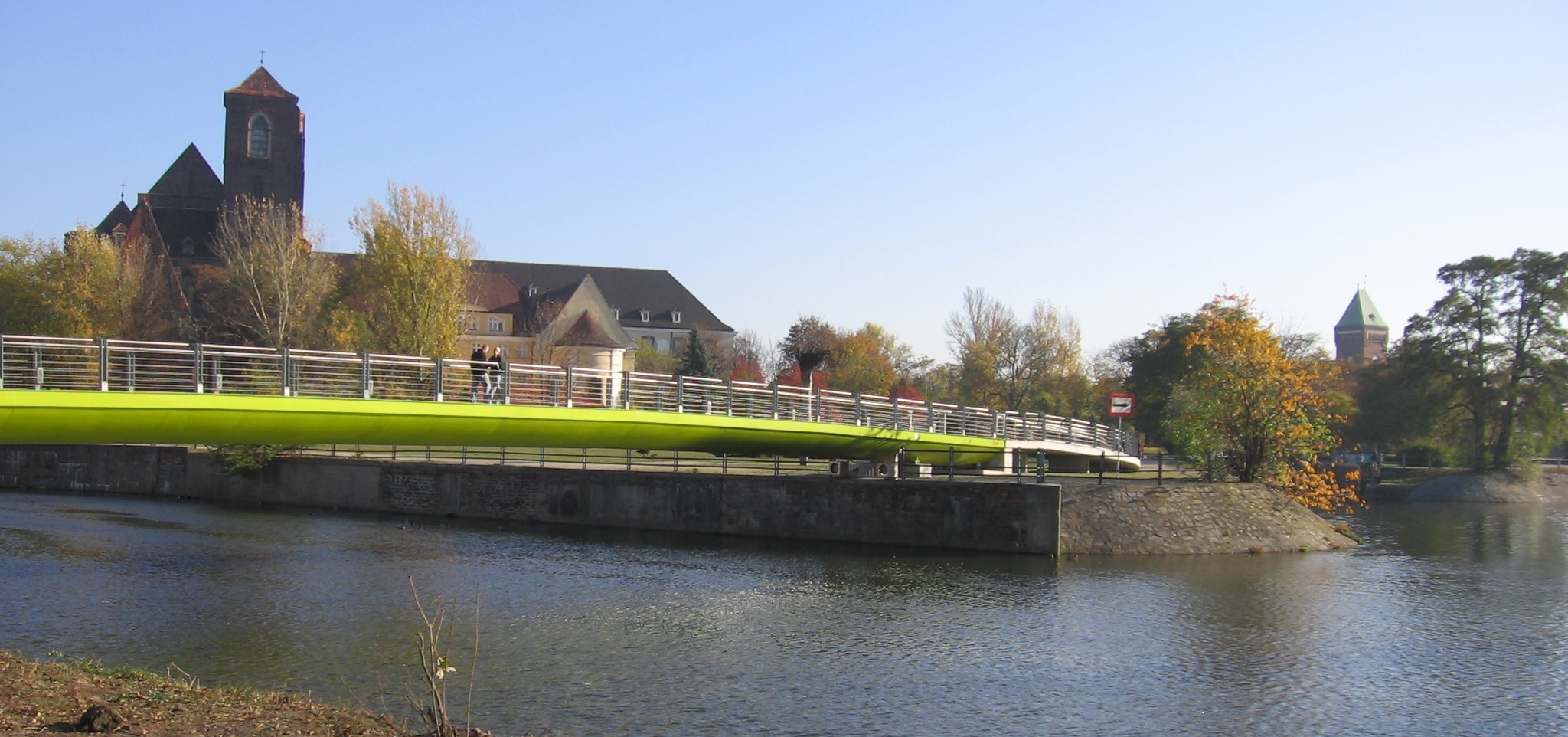
Kładka Piaskowa (zachodni kraniec Wyspy Piasek i skwer na końcu Bulwaru Kulczyńskiego; widok z Wyspy Słodowej)

Bulwar Stanisława Kulczyńskiego we Wrocławiu, to bulwar położony na północnym brzegu jednego z ramion bocznych rzeki Odry – Odry Południowej, oraz przekopu Śluzy Piaskowej. Bulwar położony jest na Wyspie Piasek. Nazwa tego bulwaru upamiętnia postać Stanisława Kulczyńskiego, związanego z miastem botanika i działacza politycznego.
Bulwar stanowi piesze powiązanie Ulicy Świętej Jadwigi z Nadodrzem, przez wyspy Śródmiejskiego Węzła Wodnego górnego oraz przez łączącymi te wyspy kładki przerzucone nad kanałami i ramionami Odry. Biegnie na Wyspie Piasek od Ulicy Świętej Jadwigi i Mostu Piaskowego, wzdłuż Ulicy Wodnej i koryta Odry Południowej, a następnie wzdłuż przekopu Śluzy Piaskowej, do skweru na zachodnim krańcu wyspy. Tu kończy się kanał Śluzy Piaskowej i ponownie bulwar biegnie nad korytem Odry Południowej. Tu także zbiegają się ulice: Ulica Świętej Anny i Ulica Staromłyńska. Połączenie z kolejnymi wyspami zapewnia Kładka Piaskowa przerzucona nad Kanałem Młyna Maria. Istnieje także powiązanie bulwaru z Wyspą Daliową przez dostępną kładkę nad Śluzą Piaskową, oraz postuluje się odbudowę drugiej kładki według przekazów historycznych.
Zgodnie z uchwalonym przez Radę Miejską Wrocławia miejscowym planem zagospodarowania przestrzennego dla tego obszaru, teren Bulwaru Stanisława Kulczyńskiego przeznaczony jest na zieleń i ciąg pieszy, z zachowaniem dla tego miejsca charakteru bulwaru spacerowo–widokowego. Wprowadzono w tym celu ochronę polegającą na zakazie lokalizacji obiektów i wysokiej zieleni ekranującej w wybranych punktach widokowych: dotyczy to między innymi zachowania widoku na panoramę Ulicy Grodzkiejoraz punktu widokowego na zachodnim krańcu wyspy.
| obiekt                                                         | opis           | fotografia |
| -------------------------------------------------------------- | -------------- | ---------- |
| Most Piaskowy ( rej. zab. nr 330/Wm z 15 października 1976 r.) | most           |            |
| Ulica Świętej Jadwigi                                          | ulica          |            |
| Ulica Wodna                                                    | ulica          |            |
| Kładka nad Śluzą Piaskową                                      | most           |            |
| Śluza Piaskowa                                                 | śluza          |            |
| Ulica Świętej Anny                                             | ulica          |            |
| skwer                                                          | zieleń miejska |            |
| Ulica Staromłyńska                                             | ulica          |            |
| Kładka Piaskowa                                                | most           |            |